# Oikisztész
Oikisztész néha ktisztész vagy hérosz ktisztész volt a neve az antik görög világban a valós, illetve mítikus város- vagy kolónia alapítónak. Görögország szárazföldi részén többnyire valamely istent, vagy  mitológiai hőst (félistent) tekintették városalapítónak, akit a helyi szentélyekben a város védőszentjeként tiszteltek. Gyakran a város nevét eponímaként kapta meg maga a városalapító.
A görög kolonizáció során azonban az oikisztész hús-vér ember volt. Feladata volt a hajók biztosítása, melyekkel a kolonizálók a görög szárazföldről nekiindultak egy-egy kolóniát alapítani. Emiatt előbb orákulumhoz, többnyire Delphoi jósnőjéhez fordult, hogy megtudja a lehetséges új telepek előnyeit és ennek alapján kitűzte annak földrajzi helyét. Miután követőivel megérkezett az újonnan alapítani kívánt kolóniába az oikisztész meghatározta a föld elosztását és az utcák rendszerét. Az ő tiszteletére a kolóniában a mítikus oikisztésznek szentélyeket emeltek, ünnepeket és sportversenyeket rendeztek.
A hellénizmus idején voltak kis változások. Városalapítóként olyan személyeket is tisztelni kezdtek, akik nem voltak a város tulajdonképpeni alapítói. Például az Antigonos I. Monophthalmos által alapított Antigoneia kikötővárost a Dardanellákon az ő utóda  Lysimachos átkeresztelte Alexandria Troas névre. Azután ezt a névváltozást tekintették városalapításnak és az eddigi városalapító Antigonos kultuszát felváltotta Lysimachos kultusza. Az oikistész funkciója így politikai funkcióvá vált.
Híres oikistészek:
- Arkhiász Siracusa oikistésze
- Euarchosz Catania oikistésze
- Phalantosz Taranto oikistésze
- Küméi Hippoklész és Khalkiszi Megasztenész Kümé oikistészei

## Fordítás
Ez a szócikk részben vagy egészben  az   Oikistes című német Wikipédia-szócikk ezen változatának fordításán alapul.  Az eredeti cikk szerkesztőit annak laptörténete sorolja fel. Ez a jelzés csupán a megfogalmazás eredetét és a szerzői jogokat jelzi, nem szolgál a cikkben szereplő információk forrásmegjelöléseként.